# Up Records
Up Records  es una compañía discográfica independiente estadounidense fundada en 1994 y cesada en el 2007 por el ya fallecido Chris Takino y Rich Jensen.
Chris Takino falleció en el 2000 a causa de leucemia, pero la discográfica continuo actividades hasta el 2008, donde fue el último año de labor de la discográfica.
La última actualización en el sitio oficial de la discográfica en ese entonces fue en el 2007.
Actualmente la discográfica es propiedad de la discográfica Sub Pop desde el 2018, en la cual Rich Jensen cedió los derechos de Up Records a la discográfica.

## Algunos artistas de la discográfica
- Duster
- Juned
- Tad
- The Pastels